# Samostan Michaelsberg
Samostan Michaelsberg ali opatija Michelsberg tudi samostan St. Michael, Bamberg (nemško Kloster Michaelsberg) je nekdanji benediktinski samostan v Bambergu na Bavarskem v Nemčiji. Po razpadu leta 1803 so bile stavbe uporabljene za ubožnico Vereinigtes Katharinen-und Elisabethen-Spital, ki je še vedno tam kot dom za upokojence. Nekdanja samostanska cerkev ostaja v uporabi kot Michaelskirche.
Stavbe so del Unescove svetovne dediščine "Mesto Bamberg". Cerkev je od leta 2016 in bo dalj časa zaprta zaradi popravil.

## Lega
Samostan je svoje ime dobil po Michaelsbergu, enem od gričev Bamberga, s pogledom na mesto. Z Bamberško stolnico in samostanom sv. Štefana in svetega Gangolfa je tvoril del križa v obliki črke T v bamberški topografiji.
Hrib je najpomembnejši del Steigerwalda na občinskem območju in je s svojim strmim vzhodnim padcem proti reki Regnitz bistveno višji od Domberga. To prispeva k prevladujočemu učinku samostanskih stavb.

## Zgodovina

### Ustanovitev samostana
Hrib je bil naseljen še pred ustanovitvijo samostana. Izkopavanja so odkrila masivne zidove in jarek iz 10. stoletja.
Potem ko je kralj (in poznejši cesar) Henrik II. Sveti ustanovil škofijo v Bambergu, je prvi oglejski škof Eberhard I. leta 1015 ustanovil samostan kot škofov zasebni samostan. Zato je bil opat neposredno in izključno odgovoren bamberškemu škofu. Menihi za novo ustanovo so izhajali iz samostana Amorbach in samostana Fulda.

### Srednji vek
Henrik je samostan podpiral z bogatimi darovi, vključno s posestmi. Tri knjige, s katerimi je bila samostana sprva obdarjen, so še vedno v Staatsbibliothek Bamberg. Samostan je sledil religijam Hirsau, zaradi česar je bil zgrajena tudi nova cerkev. Tu je bil kronist in avtor Frutolf iz Michelsberga vse do svoje smrti leta 1103. Samostan je cvetel pod škofom Otom (um. 1139), katerega pokop v samostanski cerkvi in kasnejša kanonizacija leta 1189, skupaj s papeško zaščito, dodeljeno samostani v 1251, je imel izjemno korist pri povečanju neodvisnosti samostane od škofov. Pod opatom Wolframom (um. 1123), ki ga je imenoval Oto, je število menihov na Michaelsbergu doseglo svoj najvišji vrh 70 (od 20 pod njegovim predhodnikom). Podelitev pontifikalij (episkopska oblačila) opatom je potekala nekaj pred letom 1185. Po kanonizaciji Ota je postal zavetnik samostane skupaj s svetim Mihaelom. Do 18. stoletja se je samostana še naprej boril proti Hochstift v različnih pravnih bitkah in poskušala doseči status cesarskega samostana. Dokument Henrika (z dne 1017) navaja, da je Eberhard ustanovil samostan in da je šlo za zasebni ali lastniški samostan. Vendar pa so od 12. stoletja kronisti samostana poskušali Henrika (in kasneje tudi njegovo ženo Kunigundo) označiti za pravega ustanovitelja, da bi zmanjšali vpliv škofa. Finančno stanje samostana je varno temeljilo na velikem lastništvu zemljišč v škofiji, ki se je na koncu razširilo na 441 mest in vasi. V južni Nemčiji je postal ena izmed kulturno najpomembnejših benediktinskih samostanov, še posebej znan pa je bil njegov skriptorij. 

## Sodobnost =
Padec leta 1420 je bil rezultat reform. Leta 1430 so samostan oplenili Husiti. Leta 1435 je samostan prišel v konflikt z meščani Bamberga in bila oplenjen. Leta 1446 se je dolg samostana tako povečal, da je škof Anton von Rotenhan (1431–59) opata Johannesa I. Fuchsa odstavil in neposredno prevzel nadzor nad samostanom. Temeljita reforma je prišla šele pod škofom Georgom I. von Schaumbergom (1459–75), ki je leta 1463 imenoval Eberharda von Venla (umrl 1475) za opata. Prišel je z nekaterimi drugimi menihi iz samostana svetega Jakoba pri Mainzu, član kongregacije Bursfelde. Michaelsberg se je temu reformnemu gibanju pridružil leta 1467. Gradbena dejavnost se je močno povečala: zgrajeno je bilo gostišče, dormitorij se je širil. Spremembe so bile tudi v cerkvi. Opat Andreas Lang (umrl 1503) je popisal vse ustvarjeno imetje samostana in ta je cvetel pod njegovo vladavino. Samostan je ponovno trpela med nemško kmečko vojno leta 1525 in med frankovsko vojno mejnih grofov (Markgräflerkrieg) leta 1553. Sledilo je obdobje okrevanja pod opatom Veitom I. Fingerjem (umrl 1585). 
V tridesetletni vojni je samostan več let zasedala švedska vojska. V 17. in 18. stoletju je samostan okreval in v začetku 18. stoletja užival novo obdobje blaginje, zlasti pod opatom Christophom Ernstom von Guttenbergom (umrl 1725). Opat je uspel obnoviti trdno finančno zdravje, s čimer je postavil temelje za stavbo, ki je sledila. Michaelsberg je konkuriral obema drugima samostanama, ki so jih obnavljali v baročnem slogu (samostan Langheim iz leta 1681, samostan Ebrach iz leta 1687 in samostan Banz iz leta 1697) in škofu, ki je leta 1695 začel bivati v rezidenci na nasprotnem griču. 
Kmetijske stavbe (Wirtschaftsgebäude) so dodali v več valovih: po letu 1696 Leonhard Dientzenhofer in od leta 1708 njegov brat Johann. Ti so znatno povečali velikost samostana in mu dali trdnjavi podoben videz.
Opat Anselm Geisendorfer je prišel v konflikt s svojim škofom Friedrichom Karlom von Schönbornom in po dodatnem konfliktu s svojimi menihi zapustil samostan junija 1740. Leta 1743 so ga odstavili. Vendar je Anselm poleg dela na cerkvi lahko začel obnovo Wirtschaftsgebäude, h kateri je prispeval Balthasar Neumann po letu 1742 in ki jo je leta 1744 končal njegov naslednik Ludwig Dietz (umrl 1759). Glede gradnje sta se Ludwig in njegov naslednik Gallus Brockard (umrl 1799) večinoma osredotočila na park, ustvarjen na terasah okoli samostana. V drugi polovici 18. stoletja se je finančno stanje samostana močno poslabšalo zaradi slabega upravljanja, sedemletne vojne in nato francoske revolucionarne vojne. Poskusi reform zadnjega opata Cajetana Rosta (umrl 1804) je prekinila razpustitev samostana. 

### Ukinitev samostana
Do sekularizacije Bavarske leta 1802 je samostan še vedno imel veliko posest v samem Bambergu ter posestva na manj kot 141 krajih v okolici. 30. novembra 1802 so bavarske čete zaplenile premoženje samostana. Dragocene knjige so bile odstranjene v knjižnico bavarskega dvora, predhodnika sedanje Bayerische Staatsbibliothek.
Še pred tem napadom je bavarska vlada septembra 1802 sledila predlogu Friedricha Adalberta Marcusa, vodje bolnišnice Vereinigtes Katharinen- und Elisabethenspital (St. Katharina in St. Elisabeth), da bi ustanovo iz mestnega središča prenesli na hrib, kar preprečuje rušenje samostanskih zgradb.
13. aprila 1803 je bil samostan razpuščen. 21 menihov, ki so tu prebivali, ga je moralo zapustiti. Leta 1808 je bolnišnica postala uradni lastnik stavb, leta 1817 pa jih je prevzelo mesto. V samostanu še vedno stoji občinski dom upokojencev Bürgerspital. Od leta 1880 do 2002 je bilo upravljanje bolnišnice dodeljeno Barmherzige Schwestern vom hl. Vinzenz von Paul.

## Opis
Nekdanje zgradbe samostana so zaradi izpostavljene lokacije na vrhu hriba vidne iz mnogih krajev v Bambergu. Strukture povečajo vpliv na gledalca s svojo maso. Wirtschaftsgebäude in bivalni prostori, zgrajeni v času baroka iz masivnega peščenjaka, obdajajo veliko dvostolpno cerkev. Po drugi strani jih zajemajo terasasti vrtovi, ki obkrožajo samostan na treh straneh. Palači podobno trinadstropno glavno krilo je obrnjeno proti severu, proti Majni. 

### Samostanska cerkev
Prva cerkev na mestu, ki je bila posvečena svetemu Mihaelu, je bila zgrajena okoli leta 1015 in jo je 2. novembra 1021 posvetil Eberhard v navzočnosti nadškofov Ariba in Pilgrima, cesarja Henrika II. in velikega dela vladarjev svetega rimskega cesarstva, posvetnega in cerkvenega. O velikosti in strukturi začetnih zgradb ni veliko znanega. Potres 3. januarja 1117 je cerkev očitno le rahlo poškodoval, vendar je škof Otto porušil celotno zgradbo (in samostan) in jo v enem večjem obsegu obnovil neki Richolf, v skladu z arhitekturnimi koncepti Hirsauskih reform. Nova (in sedanja) zgradba, v bistvu romanska cerkev, je bila posvečena 1. septembra 1121.
Po njegovi smrti je bil škof Otto pokopan 3. julija 1139 v grobnici v ladji pred oltarjem, posvečenim sv. Mihaelu. Leta 1287/8 je kot nagrobna figura nastala večbarvna skulptura, ki prikazuje Otta s palijem, mitro, škofovsko palico in knjigo. Danes stoji ob steni kripte. Trenutna grobnica je bila narejena (tudi večbarvna) okoli leta 1435/40.
Dela na strehi so 27. aprila 1610 povzročila požar, ki je uničil vse strehe in ladje, vendar grob Otta praktično ni bil prizadet. Pod opatom Johannom V. Müllerjem (umrl 1627) se je obnova v renesančnem slogu začela takoj. Do oktobra je imel kor novo streho in do leta 1614 je bilo dokončan westwerk z obema popravljenima stolpoma. Sledila je obnova ladje, njen strop je bil poslikan z nebeškim vrtom; kupljeni so bili zvonovi, orgle in korne klopi. Nova cerkev je bila posvečena leta 1617. 
Še vedno obstoječe ohišje orgel je bilo zgrajeno zelo kmalu po požaru leta 1610 in je pomembno delo nemške poznorenesančne umetnosti. Od leta 1696 je Leonhard Dientzenhofer po navodilih opata Christopha Ernsta von Guttenberga ustvaril dvonadstropno baročno zunanjo fasado. Končali so ga avgusta 1700. Sledilo je veliko zunanje stopnišče v letih 1722/3. Johann Dientzenhofer je zgradil teraso in visok kor po letu 1725 pod opatom Anselmom Geisendorferjem. Tako je nastala kripta, v kateri je danes grobnica svetega Otta. Levo in desno od kora so romanske apside zamenjale dvonadstropne strukture. Pod Anselmom je bila cerkvena notranjost večinoma nadomeščena: nov visok oltar, dve vrsti kornih klopi, oltarju je bilo dodano Križanje in dva transepta. Na stranske ladje so dodali šest oltarjev in zgradili tri galerije. Pod njegovo vladavino je cerkev v veliki meri prevzela sedanjo podobo. Anselm je naročil tudi repliko Svetega groba v stranski kapeli, ki že odraža zgodnji neoklasicistični slog. Georg Adam Reuß je pozneje izdelal prižnico v rokokoju, končno pomembno umetniško delo, dodano samostanski cerkvi.
Leta 1833 so barvno poslikavo fasad in kipov na stopnišču odstranili, leta 1837 pa so po ukazu bavarskega kralja Ludvika I. odstranili deset nagrobnih spomenikov in spomenikov škofov Bamberga od 16. do 18. stoletja iz Bamberške stolnice in jih postavili v Michaelskirche, kot je opisano v vodniku iz leta 1912:
»Popolnoma tuja sestavina cerkvene opreme je sestavljena iz tistih škofovskih nagrobnikov, ki jih je Ludwig I. ukazal odstraniti iz stolnice med obnovo, kot slogovno neprimernih in ki so bili nameščeni v Michelskirche.« 
Leta 1886 je Georg Dengler, domvikar pri stolnici v Regensburgu, razvil načrt za 'čiščenje' notranjosti cerkve, vendar so zamenjavo baročnih elementov z neoromanskimi in poslikavo botaničnih stropnih fresk preprečili protesti ljudi in posredovanje Friedricha Schneiderja, Domkapitularja v stolnici Mainz.
Leta 1952 je bila obnovljena notranjost cerkve. Sledilo je delo na stolpih v letih 1985–7 in na Svetem grobu 1985–96. Leta 2002 so bila zaključena popravila na vseh cerkvenih strehah.

## Danes
Nekdanja samostanska cerkev svetega Mihaela je zdaj pomožna cerkev za stolnico. Od leta 1993 je območje del Unescove svetovne dediščine.
Cerkev, vrtovi in območja, ki jih ne uporablja Spital, so bila včasih odprta za javnost. Toda zaradi strukturne celovitosti je bila cerkev zaprta od leta 2012. Dela na tem, kar naj bi bilo obnovljeno v višini 50 milijonov evrov, se je začela spomladi 2016. Ta naj bi se končala najpozneje leta 2021.